# The Octopus
The Octopus ist das dritte Studioalbum der Rockband Amplifier. Es erschien im Januar 2011 als Doppelalbum beim bandeigenen Label Ampcorp.

## Entstehung und Veröffentlichung
Nach dem zweiten Album absolvierte Amplifier Tourneen mit unter anderem Opeth und Porcupine Tree. Danach begannen die Arbeiten am dritten Album, allerdings ohne Unterstützung eines Plattenlabels. Im Jahr 2008 wurden zunächst zwei Alben angekündigt, später ein Doppelalbum. An den Aufnahmen waren Charlie Barnes (Keyboard), Rose Kemp, Claire Lemmon, Denise Johnson und Mike Vennart (alle Gesang) beteiligt. The Octopus wurde von Sel Balamir produziert und abgemischt. Die Veröffentlichung im Selbstverlag zog sich bis Januar 2011 hin. Es erschien auch eine limitierte Auflage mit 70-seitigem Beiheft und im Jahr 2012 The Octopus 2.0, welches die EP Fractals und ein 120-seitiges Beiheft enthielt. Das Album steht zudem als Stream und Download bei Bandcamp zur Verfügung.

## Titelliste
CD 1
1. The Runner – 3:38
2. Minion’s Song – 5:51
3. Interglacial Spell – 6:25
4. The Wave – 6:58
5. The Octopus – 9:19
6. Planet Of Insects – 5:49
7. White Horses at Sea/Utopian Daydream – 8:55
8. Trading Dark Matter on the Stock Exchange – 11:33

CD 2
1. The Sick Rose – 8:58
2. Interstellar – 10:18
3. The Emperor – 6:40
4. Golden Ratio – 5:15
5. Fall Of The Empire – 8:30
6. Bloodtest – 5:18
7. Oscar Night/Embryo – 7:44
8. Forever And More – 9:22

## Stil
Amplifier spielen auf The Octopus progressiven Alternative Rock mit harten Riffs, elektronischen Effekten und Verzerrungen sowie abwechslungsreichen Rhythmen. Es finden sich sowohl sperrige Rocksongs als auch ruhige, melodische und melancholische Passagen. Auch Einflüsse aus Artrock, Space Rock und Post-Rock sind wahrnehmbar. Das Konzept des Albums dreht sich um das Symbol des Kraken.

## Rezeption
The Octopus wurde von der Presse positiv aufgenommen.

„Manchmal verirren sich Amplifier innerhalb ihrer Songmonster etwas und die eine oder andere Länge hat sich sicherlich auch eingeschlichen. Aber in der Summe liefern Amplifier eine tolle Sammlung epischer, ausladender, verspielter, leicht größenwahnsinniger Rocksongs ab, die glänzend unterhalten.“

„Wer sich an Musik gerne das Hirn einrennt, wer ein Werk auch als Hand-Werk begreift, wer Intelligenz nicht als Verkopftheit versteht, wer Atmosphäre gerne mit beiden Händen greift und ganz nebenbei eine Band unterstützen will, die vollkommen autark von der Industrie agiert, soll nicht nur, sondern muss hier einfach zugreifen.“

„In a year when some of the great prog bands are expected to release new material, Amplifier have set standards high from the beginning. The Octopus is an album for others’ material to be compared to – not only in 2011, but for many more years to come.“

Das eclipsed-Magazin nahm The Octopus in seine Liste der 150 wichtigsten Prog-Alben auf.
Das Album verkaufte sich über 20.000 Mal.